# Dans la ville
 (août 2025).
Motif : Notoriété encyclopédique pour cet article de 2009 ?
- Archive Wikiwix
- Bing
- Cairn
- DuckDuckGo
- E. Universalis
- Gallica
- Google
- G. Books
- G. News
- G. Scholar
- Persée
- Qwant
- (zh) Baidu
- (ru) Yandex
- (wd) trouver des œuvres sur Wikidata

| 1. | Préciser le motif de la pose du bandeau. | Précisez le motif de la pose du bandeau en utilisant la syntaxe suivante : {{admissibilité à vérifier\|date=août 2025\|motif=remplacez ce texte par le motif}}                     |
| 2. | Informer les utilisateurs concernés.     | Pensez à avertir le créateur de l'article, par exemple, en insérant le code ci-dessous sur sa page de discussion : {{subst:avertissement admissibilité à vérifier\|Dans la ville}} |

Albums de Beat de Boul
Dans la Sono
(1997) Dans un autre Monde
(2007)
Dans la ville est un album de Beat De Boul sorti en 2000.

## Liste des titres
| No | Titre                       | Durée |
| -- | --------------------------- | ----- |
| 1. | B comme Boulogne            | 4:46  |
| 2. | Kidnapping                  | 4:04  |
| 3. | Que Justice soit faite      | 3:46  |
| 4. | C'est la Guerre             | 4:40  |
| 5. | Faut que j'm'y mette (Mala) | 3:42  |
| 6. | On a du jus                 | 6:08  |
| 7. | On aurait pu                | 5:06  |
| 8. | L'arnaque                   | 4:27  |
| 9. | Un dingue en Moi            | 4:55  |